# Tim Raines
Timothy Raines, soprannominato "Rock" (Sanford, 16 settembre 1959), è un ex giocatore di baseball statunitense di ruolo esterno nella Major League Baseball (MLB). È stato introdotto nella National Baseball Hall of Fame nel 2017.

## Carriera
Raines giocò nella MLB dal 1979 al 2002 per i Montreal Expos, i Chicago White Sox, i New York Yankees, gli Oakland Athletics, i Baltimore Orioles e chiuse la carriera con i Florida Marlins. Le sue migliori annate le disputò tra il 1979 e il 1990 con gli Expos, venendo convocato per sette All-Star Game consecutivi dal 1981 al 1987. È considerato uno dei migliori battitori iniziali e uno dei migliori giocatori a rubare le basi della storia del baseball. In carriera vinse per due volte le World Series come giocatore, nel 1996 e nel 1998 con gli Yankees, e una volta come assistente allenatore dei White Sox nel 2005.

## Palmarès

### Club
- World Series: 2

New York Yankees: 1996, 1998

### Individuale
- MLB All-Star: 7

1981-1987
- MVP dell'All-Star Game: 1

1987
- Silver Slugger Award: 1

1986
- Leader della National League in media battuta: 1

1986
- Leader della National League in basi rubate: 4

1981–1984
- Numero 30 ritirato dai Montreal Expos